# 把字句
把字句，是汉语中的一种主动式動詞謂語句。這種句式又稱為處置式，因為動詞所表示的動作對賓語作出了「處置」，例如使其位置或狀態改變。
基本的结构为：主语＋“把/将”＋宾语＋动作。

## 語法

### 一定是主動句
漢語中，句子的主語不一定是施動者，而且即使主語是動作的施加對象，也不一定要用被字。例如
所有課程都已經修讀完畢。
但是，把字句中的主語（如有的話）必定是動作的施動者。
他修讀完所有課程了。
他把所有課程都修讀完畢。

### 有受動的賓語
把字句的把字所引介的賓語，是動作的對象，所以動詞須是及物動詞。
已經把所有課程都修讀完畢。
沒有受動的賓語的句子不可寫成把字句。
說了這麼多回你還是不明白！（補語表示動作的量）
他的父母收到消息後，就迅速趕過來。（動詞「趕」沒有賓語）

### 帶「處置」意義的動詞
把字句中的動詞須帶有處置的意義，即這類句子正在說明「某人/物 把某人/物 甚樣對待了」。所以，表示心理行為的動詞如「覺得、認為」等，以及一些沒有處置意義的動詞如「是、有」等，都不可進入把字句作為「把」字之後的主要動詞。
動詞所表示的動作須對賓語作出了「處置」，例如使其位置或狀態改變。因此動詞往往帶有其他成分，例如詞尾「了」、補語、動詞重疊式；動詞不能是光杆的。
我把你的孩子帶回家。（以補語表示賓語的位置改變）
快把你的想法說說吧！（使用動詞重疊式。不可寫成「快把你的想法說。」）
猫把鱼吃了。（以詞尾了表示動作已經完成。「猫吃魚」是對事實的描述，但不一定發生了事情；「猫吃魚了」就表示這事已經完成，所以猫的確已經把魚「處置」過了。）
我把他教訓一回。（表示動作的量的賓語）

### 動詞前的成份
漢語中，動詞前面可以有狀語的修飾成分或一些能願動詞（能願動詞所帶的賓語是動詞）。通常這些成分在把字句中不是緊接動詞的，而是前移至「把」字之前。這也可看成把「把＋賓語」插進這些前置成分和動詞之間。
能願動詞和表示否定、時間、可能性等的副詞都在把字句中必須置於「把」字之前。
他希望/不想把這件事說出來。
我沒有/不把你放在眼裡。
我已經/也/必定把房間打掃好了。
表示動作方式的狀語可以緊接著動詞，也可以置於「把」字之前。
大家可以放心地把貴重物品寄存在服務台。
大家可以把貴重物品放心地寄存在服務台。
上例中，「把貴重物品」和「放心地」都是狀語，即前置的修飾成分，以修飾非名詞性成分的中心語。若有多個修飾成分，則越後的成分就與中心語有越緊密的關係。
快把這個句子唸出來。（＝立即開始把這個句子唸出來。）
把這個句子快唸出來。（＝用短的時間把這個句子唸出來。）
第二個例子中，快和唸有較緊密的的關係，所以有「快唸」的意思，而第一句中卻沒有「快唸」的意思。

## 轉寫成其他句式
如：猫 把 鱼 吃 了。
换成一般句子：猫 吃 了 鱼。
换成被字句：鱼 被 猫 吃了。
然而，并不是所有的把字句都可以换成被字句。（一般来说，被字句表达负面的事情，譬如“他过马路的时候被撞倒了”。把字句没有这种含义。）

## 歧义
在湖南、湖北等地一些方言中“把字句”可能有歧义，两种意义完全相反。另一种含义把字句完全相当于被字句。
如：“鱼 把 猫 吃了。”这句话的另一种含义是“某个人（不必指出的）将鱼给猫吃了。”
在普通话中没有这种歧义。说方言的可能通过不同的语气避免理解错误。
湖北话中没有这种歧义，“鱼把猫吃了”表达的意思与普通话相同。想要表达某人把鱼给猫吃了的话，要说“鱼把的猫吃了”。这里的“的”念di，轻声或者第四声。“把的”相当于“给”。比如普通话的“钱已经给他了”，湖北话说“钱已经把的他了（liao第三声）”。